# Pineas Jacob
Pineas Jacob (ur. 29 października 1985 w Ondangwie) – namibijski piłkarz grający na pozycji napastnika.

## Kariera klubowa
Karierę piłkarską Jacob rozpoczął w klubie United Africa Tigers. W jego barwach zadebiutował w 2006 roku w namibijskiej Premier League. W latach 2007–2009 grał w Ramblers Windhuk, a w latach 2009-2010 w Civics FC. W latach 2010–2013 ponownie był piłkarzem United Africa Tigers. W sezonie 2013/2014 grał w południowoafrykańskim AmaZulu FC. W latach 2014–2015 występował w Black Africa Windhuk. W 2017 został zawodnikiem Mighty Gunners FC.

## Kariera reprezentacyjna
W reprezentacji Namibii Jacob zadebiutował w 2007 roku. W 2008 roku był powołany do kadry na Puchar Narodów Afryki 2008 i rozegrał 3 spotkania: z Marokiem (1:5), z Ghaną (0:1) i z Gwineą (1:1). Od 2007 do 2014 wystąpił w kadrze narodowej 20 razy i strzelił 1 gola.